# CURIE
短縮URI（表現）:3（英: Compact URI (Expression); CURIE）とはW3Cが画策している統一資源識別子（英: Uniform Resource Identifier; URI）の短縮構文である(Abstract)。
主にRDFaやXHTMLのrole属性等で用いられている。

## 来歴
- 2009年1月16日、CURIEの勧告候補が公開された[4](Status of this Document)[3]。
- 2010年12月16日、XHTML2の作業部会が解散したことに伴って勧告候補から作業部会の覚書に位置付けが変更された[注釈 1][2](Status of this Document)。

## 例
```
<!DOCTYPE html>

<html
 
lang=
"ja"

  
xmlns=
"http://www.w3.org/1999/xhtml"

  
xmlns:user=
"http://ドメイン名例.JP/~"

>

      
<head>

            
<title>
短縮URIの一例
</title>

      
</head>

      
<body>

          
<p>

              
本稿は
<a
 
href=
"[user:hoge]"
>
保毛
</a>
氏が執筆した。

              
Webへの投稿，及び管理は
<a
 
href=
"[user:fuga]"
>
府我
</a>
が行っている。

          
</p>

      
</body>

</html>

```

上掲の例で，[user:hoge]及び[user:fuga]が短縮URIである。
それぞれhttp://ドメイン名例.JP/~hoge，http://ドメイン名例.JP/~fugaを意味する。

## 批判・欠点
- 一部の実装が非ラテン文字以外の短縮URI表現に対応していない[5]。